# Dana Eskelson
Dana Eskelson (Dallas, 17 giugno 1965) è un'attrice statunitense di cinema, televisione e teatro.

## Filmografia

### Cinema
- Le mani della notte (Past Midnight), regia di Jan Eliasberg (1991)
- Singles - L'amore è un gioco (Singles), regia di Cameron Crowe (1992)
- La faccia violenta della legge (Scar City), regia di Ken Manzel (1998)
- Personals, regia di Mike Sargent (1999)
- Oscure presenze a Cold Creek (Cold Creek Manor), regia di Mike Figgis (2003)
- The Interpreter, regia di Sydney Pollack (2005)
- One Last Thing..., regia di Alex Steyermark (2006)
- Griffin & Phoenix, regia di Ed Stone (2006)
- Il buio nell'anima (The Brave One), regia di Neil Jordan (2007)
- Certamente, forse (Definitely, Maybe), regia di Adam Brooks (2008)
- Peter and Vandy, regia di Jay DiPietro (2009)
- The Company Men, regia di John Wells (2010)
- 3 Backyards, regia di Eric Mendelsohn (2010)
- True Story, regia di Rupert Goold (2015)

### Televisione
- Persone scomparse (Missing Persons) - serie TV, 1 episodio (1993)
- To Sir, with Love II, regia di Peter Bogdanovich (1996) - film TV
- New York Undercover - serie TV (1997-1998)
- Prince Street - serie TV, 6 episodi (1997-2000)
- Omicidio a Manhattan (Exiled: A Law & Order Movie), regia di Jean de Segonzac (1998) - film TV
- 100 Centre Street - serie TV, 1 episodio (2002)
- Whoopi - serie TV, 1 episodio (2003)
- Law & Order: Criminal Intent - serie TV, 1 episodio (2004)
- Gerald L'Ecuyer: A Filmmaker's Journey, regia di Gérald L'Ecuyer (2004) - film TV
- Law & Order - I due volti della giustizia (Law & Order) - serie TV, 1 episodio (2005)
- Brotherhood - Legami di sangue (Brotherhood) - serie TV, 2 episodi (2006)
- Law & Order - Unità vittime speciali (Law & Order: Special Victims Unit) - serie TV, 2 episodi (2003-2006)
- The Unusuals - I soliti sospetti (The Unusuals) - serie TV, 1 episodio (2009)
- NYC 22 - serie TV, 2 episodi (2012)

### Cortometraggi
- The Whites, regia di Natasha Uppal (1996)

## Doppiatrici italiane
Nelle versioni in italiano delle opere in cui ha recitato, Dana Eskelson è stata doppiata da:
- Angela Brusa in Law & Order: Criminal Intent
- Michela Alborghetti in The Company Men
- Deborah Morese in Brotherhood - Legami di sangue (ridoppiaggio)